# Михайловка (Каширский район)
Михайловка — хутор Каширского района Воронежской области.
Входит в состав Круглянского сельского поселения.

## География

### Улицы
- ул. Песчаная,
- ул. Садовая.